# Apostolische Präfektur Dessié
Die Apostolische Präfektur Dessié (lateinisch Apostolica Praefectura de Dessie) war eine im heutigen Äthiopien gelegene römisch-katholische Apostolische Präfektur mit Sitz in Dessié. 

## Geschichte
Die Apostolische Präfektur Dessié wurde am 25. März 1937 durch Papst Pius XI. mit der Apostolischen Konstitution Quo in Aethiopiae aus Gebietsabtretungen des Apostolischen Vikariates Abessinien errichtet. Am 31. Oktober 1951 wurde die Apostolische Präfektur Dessié durch Papst Pius XII. aufgelöst und das Territorium wurde dem Apostolischen Exarchat Addis Abeba angegliedert. 
Im Jahre 1950 lebten im Gebiet der Apostolischen Präfektur Dessié 250 Katholiken. Die Apostolische Präfektur war in zwei Pfarreien unterteilt und hatte drei Priester. 
Einziger Apostolischer Präfekt war Costanzo Bergna OFM.